# Procolpia cyanoptera
Procolpia cyanoptera är en insektsart som först beskrevs av Gerstaecker 1873.  Procolpia cyanoptera ingår i släktet Procolpia och familjen Romaleidae. Inga underarter finns listade i Catalogue of Life.